# Pławna Górna
Pławna Górna – wieś w Polsce położona w województwie dolnośląskim, w powiecie lwóweckim, w gminie Lubomierz.
W miejscowości znajduje się szkoła podstawowa. Krajobraz otoczenia urozmaicają liczne kapliczki i krzyże przydrożne oraz sztolnie. W miejscu dawnej linii kolejowej nr 284 Legnica – Pobiedna, gdzie w latach 1885 – 1983 kursowały pociągi pasażerskie, kończy się ścieżka pieszo-rowerowa z Lwówka Śląskiego.
W pobliżu wsi, choć formalnie na terenie należącym do Mielecic, był przystanek kolejowy Pławna Górna.
| SIMC    | Nazwa       | Rodzaj  |
| ------- | ----------- | ------- |
| 0190680 | Chałupki    | kolonia |
| 0190696 | Przysiodłek | kolonia |

Według podziału administracyjnego Polski obowiązującego w latach 1975–1998 miejscowość należała do województwa jeleniogórskiego.

## Kultura
W osiemnastowiecznym domu, należącym dawniej do szewskiej rodziny Dietrich (nr 79), znajduje się Muzeum Przesiedleńców i Wypędzonych. Znajdują się tu pamiątki i dokumenty mieszkańców Pławnej, którzy mieszkali tu przed 1945 rokiem, jak i przywiezione przez przesiedleńców z Kresów Wschodnich. Budynek muzeum z końca XVIII w. o konstrukcji ryglowej wypełnionej cegłą. Dom prezentuje typ architektury regionalnej, powstających od średniowiecza łużyckich domów przysłupowych, stanowiących charakterystyczny element krajobrazu pogranicza pogórza Izerskiego i pogórza Kaczawskiego, cechujący się zastosowaniem konstrukcji ryglowej i murowanej, kamiennej w parterze (przyziemiu).